# Hiroto Yukie
Hiroto Yukie (japanisch 雪江 悠人 Yukie Hiroto; * 9. Juni 1996 in Sōka) ist ein japanischer Fußballspieler.

## Karriere
Yukie erlernte das Fußballspielen in der Schulmannschaft der Shutoku High School und der Universitätsmannschaft der Risshō-Universität. Seinen ersten Vertrag unterschrieb er 2019 beim Fukushima United FC. Der Verein aus Fukushima spielte in der dritten japanischen Liga, der J3 League. Nach 141 Ligaspielen, in denen er zehn Treffer erzielte, wechselte er im Januar 2024 nach Hachinohe zum ebenfalls in der dritten Liga spielenden Vanraure Hachinohe.